# Constitución de Ecuador de 1830
La Constitución de Ecuador de 1830, denominada oficialmente como Constitución del Estado del Ecuador, fue la primera constitución política en estar en vigencia desde la creación del Estado del Ecuador como país independiente.  Fue redactada por el primer Congreso Constituyente en la ciudad de Riobamba. La constitución de 1830 estuvo en vigencia durante el primer período de gobierno de Juan José Flores, hasta 1835 en la presidencia de Vicente Rocafuerte.
Luego de la disolución de la República de Colombia (denominada también como Gran Colombia) entre 1830 y 1831, el gobierno provisional del antiguo Departamento del Sur convocó al primer Congreso Constituyente conformado por 21 representantes de los departamentos que conformaban el naciente estado. El constituyente, reunido en Riobamba, inició sus funciones el 14 de agosto  y durante 45 días de sesiones, se redactó el texto constitucional y expidió varias leyes orgánicas. Finalmente fue aprobada el 23 de septiembre de 1830

## Historia

### Antecedentes
Luego de las batallas que sostuvieron las fuerzas independentistas contra las tropas leales a los tres distritos colombianos junto con el Distrito del Norte (Venezuela) y el Distrito del Centro (Nueva Granada).
La Gran Colombia estaba regida por un ordenamiento jurídico que se centraba en la Constitución de Cúcuta expedida el 30 de agosto de 1821. El 25 de junio de 1824 se dictó la Ley de División Territorial de la República en la que se determinaba que el Distrito del Sur debía estar dividida por los departamentos de Ecuador con capital en Quito, de Azuay con capital en Cuenca, y de Guayaquil con capital en la ciudad homónima.
Durante la existencia de la Gran Colombia, había un manifiesto rechazo a las políticas centralistas del gobierno grancolombiano por parte de varios sectores del país que bogaban por un modelo federal. En 1826 en la ciudad de Valencia (actual Venezuela) se produjo La Cosiata, un movimiento político que intentó separar el territorio venezolano. En 1827 en la ciudad de Guayaquil (actual Ecuador) también estalló una rebelión en contra del centralismo neogranadino, situación que terminó con la llegada de fuerzas lideradas por el general Juan José Flores.

### Congreso Constituyente
La inestabilidad política interna de Colombia desembocó en la separación del Distrito del Norte—y el posterior Universidad Central del Ecua de la República de Colombia, la cual debía adoptar la forderación. Finalmente la constitución fue expedida el 23 de septiembre de 1830.

### Derogación
Luego de cinco años de vigencia, la constitución de 1830 dejó de ser útil para el país, ya que para entonces se dejaba de aspirar a la integración colombiana y se pretendía la soberanía total sin adhesión a ningún otro estado. Es por tal que, en la ciudad de Ambato, se reunió la Convención Nacional en 1835. Dicha convención redactó un nuevo texto constitucional, dejando atrás el Estado del Ecuador y fundando la República del Ecuador. La convención también eligió al guayaquileño Vicente Rocafuerte como «presidente de la República» y al riobambeño Juan Bernardo León y Cevallos como «vicepresidente de la República». La nueva constitución fue sancionada por la Convención el 30 de julio y fue promulgado el 13 de agosto.

## Composición
La Constitución de 1830 estaba compuesta de un preámbulo a manera de introducción, y de su cuerpo principal compuesto por 75 artículos, de los cuales: 73 se encuentran divididos en los nueve títulos, 2 son artículos disposiciones transitorias y una disposición final.

### Del Estado del Ecuador

Escudo del Ecuador de 1830. El Estado del Ecuador se definía como uno de los Estados de Colombia. En el escudo se aprecia el lema «Ecuador en Colombia».

El primer título de la constitución estaba comprendido por los artículos del 1 al 13 divididos en tres secciones, y definió los elementos constitutivos del recién creado Estado del Ecuador. Se definía el territorio conformado por los departamentos de Guayas, Azuay y Quito. Dejaba abierta la posibilidad de fusionarse con Nueva Granada y con Venezuela nuevamente para formar la República de Colombia (denominada como la Nación), decretando representantes a un congreso internacional que conforme un gobierno común entre los denominados Estados de Colombia; de hecho, incluso preveía que si alguna disposición constitucional de este texto contravenía algún pacto grancolombiano quedaba derogado.
Se estableció la división político-administrativa en tres departamentos. El gobierno se estableció como popular, representativo, alternativo, y responsable. Finalmente se fijaba a la religión católica apostólica y romana como la única permitida y oficial; así como también, era un deber del Estado el defenderla.
La nacionalidad ecuatoriana era adquirida mediante ius soli y ius sanguinis en territorio ecuatoriano o grancolombiano, o por haber prestado servicios militares en aquel momento, o mediante el ius domicili y ius optandi. Sin embargo, para gozar de los derechos civiles y políticos las personas debían cumplir con los parámetros de ser casados o mayores de veintiún años; debían poseer un bien raíz, tener un valor libre de 300 pesos, o ejercer alguna profesión, o industria útil, y no tener relación de dependencia con otra persona como sirviente doméstico o jornalero; y, debían saber leer y escribir.

### De las elecciones
El segundo título de la Constitución de 1830 está comprendido por los artículos desde el 14 hasta el 20. Este título se divide en dos secciones en los que establecía las asambleas parroquiales y las asambleas electorales. Las asambleas parroquiales duraban 4 años y eran presididas por un juez de la parroquia, asistido por el cura de la parroquia y 3 vecinos honrados. Estas asambleas votan por los electores, los cuales deben ser sufragantes parroquiales, mayor de 25 años de edad, ser de una de las parroquias del cantón, tener renta anual mayor a 200 pesos proveniente de bienes raíces o de alguna profesión. Quienes conformen la mayoría en obtención de votos son nombrados electores, si hay empate lo decidía la suerte.
Las asambleas electorales eligen a los diputados de la provincia y se componen de los electores parroquiales y se reunían en las capitales provinciales cada dos años. Los electores duraban cuatro años.

### Del Poder Legislativo
El tercer título de la Constitución de 1830 está comprendido desde el artículo 21 hasta el 31, y trata sobre el poder legislativo de Ecuador, el cual es ejercido por el Congreso de Diputados, que estaba conformado por 10 legisladores por cada departamento. Los diputados duraban en funciones cuatro años (siendo renovados la mitad de ellos cada dos años) y tenían inmunidad; y debían ser ecuatorianos en ejercicio de sus derechos, ser mayores de 30 años, y tener bien raíz, más de cuatro mil pesos, o una renta de 500 pesos, como producto de una profesión, empleo o industria. Entre las atribuciones del Congreso, a más de legislar, estaban las de decretar gastos públicos, establecer derechos e impuestos, crear tribunales y empleos, promover educación, conceder premios y recompensas, conceder indultos, decretar la guerra y elegir al Presidente del Estado.

### Del Poder Ejecutivo

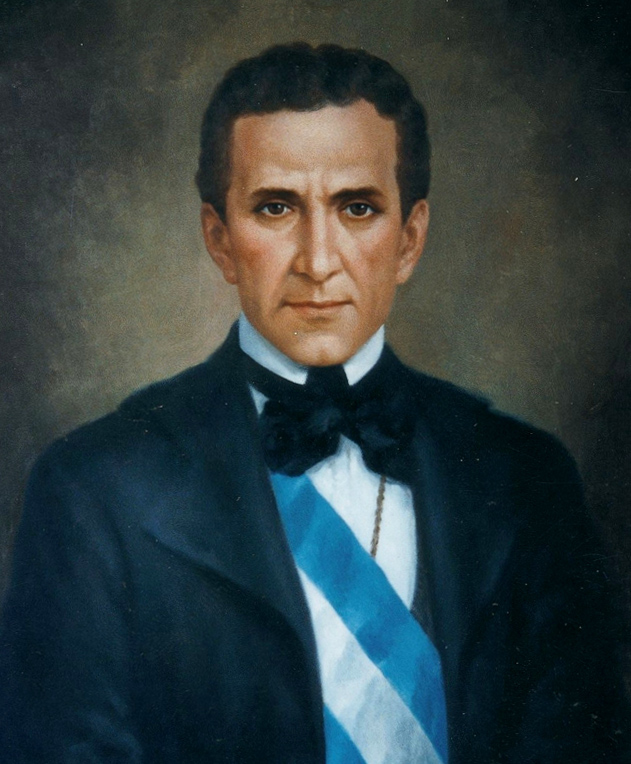
José Joaquín de Olmedo, diputado del Congreso Constituyente, fue designado como primer «Vicepresidente del Estado»

El cuarto título de la Constitución de 1830 comprendía la estructura del poder ejecutivo, el cual era encabezado por el presidente del Estado. La línea de sucesión presidencial –en caso de no poder continuar por muerte, dimisión o inhabilidad– comprendía al Vicepresidente del Estado en primer lugar y al Presidente del Congreso de Diputados. El presidente era electo por el Congreso, y duraba en el cargo cuatro años sin reelección hasta después de dos períodos.
Este título también establece el Ministerio del Estado y el Consejo de Estado. El Ministerio del Estado, que era dirigido por el ministro Secretario, se dividía en la sección de «Gobierno interior y exterior» y en la de «Hacienda», estableciendo se para casos de negocios de material bélico al jefe de Estado Mayor General. El Consejo de Estado estaba integrado por el vicepresidente del Estado, el ministro Secretario, el jefe de Estado Mayor General, un ministro de la Alta Corte de Justicia, un representante de la iglesia, y tres ciudadanos con reputación.

### Del Poder Judicial
El quinto título de la Constitución de 1830 trataba sobre la conformación del Poder Judicial. La justicia estaba organizada por tres niveles de órganos jurisdiccionales, coincidentes con las tres instancias en las que se podían sustanciar los procesos judiciales. Con respecto a los niveles de órganos jurisdiccionales, en el nivel más básico se encontraban los juzgados de primera instancia, luego las cortes de apelación ubicadas en las capitales de cada Departamento; y, por último, se encontraba la Alta Corte de Justicia como máximo tribunal de justicia y de tercera instancia.

### De la Fuerza Armada
El sexto título de la Constitución de 1830 estaba comprendido únicamente de dos artículos (51 y 52) y dirigía a las fuerzas armadas a la defensa de la independencia, refuerzo de la ley, y mantenimiento del orden, siendo los militares sujetos de cortes marciales, no así la milicia inactiva que se sometía a la justicia ordinaria. La milicia no podía ser utilizaba para asuntos del interior y solo iban a campañas en manifiesto peligro de guerra.

### De la administración interior
En la capital del Estado existió una contaduría general que revise las cuentas de las contadurías departamentales. En las capitales provinciales existían los consejos municipales, quienes en conjunto con el prefecto y con aprobación del Congreso definían las políticas para cada departamento.

### De los derechos civiles y garantías
A partir del artículo 57 hasta el 68 de la Constitución de 1830 se listaba el catálogo de derechos del que gozaban los ciudadanos ecuatorianos. Entre los derechos estipulados en el octavo título de la constitución estaban: que magistrados, jueces y empleados sol podían ser destituidos vía sentencia judicial; se garantizaba el respeto a la jurisdicción y competencia por el que se sometían los ciudadanos; se condenaba la detención o encarcelación arbitraria; se prohibía la exigencia de declaración contra familiares o contra sí mismo; la pena fue determinada como personal sin efecto en otros, se abolió la confiscación de bienes salvo ciertos casos; protegía el derechos de propiedad; se garantizaba la libertad de expresión y de prensa; se establece el derecho de los ciudadanos o grupo de ciudadanos a reclamar a las autoridades sin abrogarse el nombre del pueblo. También nombró a los miembros del clero como representantes o tutores de los indígenas.

### De la observancia y reforma de la Constitución
El noveno título de la Constitución de 1830 estaba comprendido desde el artículo 69 hasta el 73, en los que se trataba la observancia y reforma al texto constitucional. Se estableció que todo funcionario preste juramento a la Constitución; siendo el juramento del Presidente y Vicepresidente ante el Congreso y en su defecto ante el Consejo de Estado, los demás funcionarios juraban ante el Gobierno.
Las reformas a uno o varios artículos se podían proponer pasado los tres años, la propuesta era puesta a votos y debía conseguir el voto de las dos terceras partes de los diputados presentes, estableciéndose tres debates; luego se sometía a nueva votación para decidir si las reformas eran justas, y si se obtenía nuevamente dos terceras partes de votos favorables se entendía aprobada la reforma y enviada al Gobierno para que lo promulgue.
Al considerarse el Ecuador como uno de los Estados de Colombia, los diputados constituyentes esperaban el eventual restablecimiento de la República de Colombia (Gran Colombia), por lo que se estipuló que todo artículo que contravenga las disposiciones de la unión quedarían derogados o sujetos de reforma urgente. Mientras que no se contrapongan a la Constitución, se conservaban leyes civiles que colaboren con el cumplimiento de la Constitución.

## Signatarios
La constitución de 1830 fue firmada por:
- José Fernández Salvador, el presidente del Congreso Constituyente.
- Nicolás Joaquín de Arteta,el vicepresidente del Congreso.
- Los diputados por Cuenca: Ignacio Torres, José María Landa y Ramírez, José María Borrero y Mariano Veintimilla.
- Los diputados por Chimborazo: Juan Bernardo León y Nicolás Báscones.
- Los diputados por Guayaquil: José Joaquín de Olmedo, León de Febres Cordero, Vicente Ramón Roca, Francisco de Marcos.
- Los diputados por Loja: José María Lequerica y Miguel Ignacio Valdivieso.
- Los diputados por Manabí: Manuel Ribadeneyra, Miguel García Moreno y Cayetano Ramírez y Fita.
- Los diputados por Pichincha: Manuel Matheu, Manuel Espinoza, Antonio Ante.
- Los secretarios: Pedro Manuel Quiñones, y Pedro José de Arteta.